# Bleeding Steel
Pour plus de détails, voir Fiche technique et Distribution.
Bleeding Steel (chinois : 機器之血 ; HP : Jī qì zhī xuè) est un film de science-fiction cyberpunk chinois coécrit et réalisé par Leo Zhang, sorti en 2017.

## Synopsis
Hong Kong. L'agent spécial Lin Dong apprend que sa fille Xixi, souffrant de leucémie, est dans un état critique. Il se précipite vers l'hôpital, mais en chemin, son collègue Xiao Su l'appelle pour lui dire qu'un témoin critique est en danger. L'agent Lin s'arrête juste devant l'hôpital, fait une pause et se retourne pour protéger le témoin critique, le Dr James.
Celui-ci s'est injecté une substance chimique stockée avec un cœur mécanique juste avant que la police ne l'ait pris en charge. Ils sont pris en embuscade par des hommes avec une armure noire étrange et des armes de haute technologie, dirigés par un homme monstrueux, Andrew, et presque tous sont tués. Xixi pendant ce temps meurt à l'hôpital. Avant qu'Andrew puisse enlever le Dr James, Lin Dong parvient à le projeter contre un réservoir d'huile en utilisant sa voiture. Mais Andrew se montre étrangement résistant, à la fois à l'impact de la voiture et aux balles tirées par Ling Dong contre lui ; Lin Dong tire alors sur le réservoir d'huile, provoquant une énorme explosion. Lin Dong et Andrew se révèlent plus tard avoir survécu, bien que les blessures d'Andrew l'aient transformé en cyborg.
Treize ans plus tard, à Sydney, le romancier Rick Rogers vient de publier un livre intitulé « Sang d'acier » au sujet d'une fille avec un cœur artificiel. Un homme du nom de Li Sen, déguisé en prostituée, rend visite à Rogers à son hôtel, le drogue et télécharge des informations sur son ordinateur. Simultanément, une femme vêtue de noir et deux hommes en armure noire attaquent le bâtiment et torturent Rogers pour lui faire révéler la source de son inspiration pour le livre, tandis que Li Sen se cache dans la baignoire de la suite. Les intrus sont attaqués par Lin Dong qui tente également de trouver la même réponse. Rogers est tué par la femme et la police qui arrive, oblige tout le monde à s'enfuir.
Lorsqu'il a été informé de l'opération ratée, Andrew identifie Lin Dong et Li Sen et envoie la femme après cette dernière, mais Li Sen a déjà fui. Agissant sur les données recueillies auprès de Rogers, Li Sen et Lin Dong commencent séparément à traquer Nancy, une jeune fille en proie à d'étranges cauchemars au sujet d'un laboratoire où des expériences étranges ont été menées. Pour y faire face, elle a rendu visite à un spiritualiste, qui est la source du manuscrit de Roger. Elle est traquée par la femme en noir, mais sauvée et amenée en sécurité par les efforts combinés de Lin Dong et de Li Sen.
Par la suite, Nancy s'est révélée être Xixi, ressuscitée par les efforts du Dr James, qui travaillait sur les améliorations génétiques des êtres humains, en particulier la régénération, pour créer des soldats bioroïdes immortels. James a équipé Xixi d'un cœur mécanique et d'un substitut sanguin biogénétique qui a amélioré ses capacités de régénération; mais sa mort temporaire l'a laissée amnésique, après quoi elle a été placée dans un orphelinat pour sa sécurité, tandis que Lin Dong et son ancienne unité la surveillaient secrètement. Ses cauchemars proviennent des souvenirs de James, qui se sont imprégnés de la substance dont le médecin s’était injecté, et son sang a ensuite été utilisé pour sa résurrection. Andrew, un ancien soldat des forces spéciales, était un autre sujet de test qui a infiltré le projet dans l’intérêt d’un important armurier coréen pour commercialiser les bioroids. Cependant, le génome artificiel a échoué sur Andrew, le consommant lentement de l'intérieur. James lui-même mourut peu après son opération sur Xixi, faisant d'elle l'unique pupille à succès de ses exploits.
Lin Dong emmène Nancy et Li Sen chez lui, où il enferme le jeune homme dans sa voûte de haute sécurité et rend visite au spiritualiste, qu'il trouve assassiné. Nancy récupère et s'enfuit pour prendre un vol pour la maison abandonnée de James, où elle récupère à la fois ses anciens souvenirs de son père et une clé de coffre de banque cachée par James. À sa suite, Lin Dong rejoint Xiao Su, mais avant qu’il puisse atteindre Nancy, elle est enlevée par la femme en noir et amenée séparément au laboratoire aéroporté d’Andrew. Rejoint par Li Sen, qui a réussi à se libérer, ils se dirigent vers la chambre forte de la banque, où la femme, tout en récupérant un vidéocam depuis la chambre forte, a été piégée et frappée d'incapacité par l'ancienne unité de Lin. En vérifiant le contenu de l'appareil photo, qui détaille la conversion du bioroïde d'Andrew, Lin et Xiao Su supposent qu'il a besoin à la fois de cette information et du génome modifié de Nancy pour lui conférer l'effet régénérateur.
À bord de l'avion de laboratoire, Andrew procède à l'extraction du sang de Nancy et l'injecte lui-même pour restaurer son corps. Lin Dong, Xiao Su et Li Sen s'infiltrent dans l'engin mais sont contrariés par un écran de sécurité impénétrable. Une bagarre avec les hommes de main d'Andrew oblige le méchant à se joindre à la lutte avant la fin de la transfusion, ce qui donne à Nancy suffisamment de temps pour se régénérer et venir en aide à son père. Lin et ses alliés jettent Andrew dans le cœur du réacteur, ce qui surcharge et détruit le laboratoire. Li Sen est pris dans l'explosion; Xiao Su et Nancy parviennent à s'échapper en parachute, mais avant qu'il puisse les rejoindre, Lin Dong est attaqué par Andrew. Cependant, parce que Andrew a accidentellement injecté Lin Dong avec le sang amélioré au cours de leur combat, Lin Dong gagne assez de puissance pour priver Andrew de son cœur, le tuant.
À la suite de cela, comme Lin Dong, Nancy et Xia Su passent du temps ensemble en famille, Lin apprend de son collègue que Li Sen était le fils du marchand d'armes qui cherchait à récupérer les exploits de James et se venger d'Andrew pour le meurtre de sa famille il y a treize ans. Il était également camarade de Nancy / Xixi à l'orphelinat et avait agi par amour pour elle. Au même moment, Li Sen a survécu et offre maintenant la cassette de caméscope à l'acheteur le plus intéressé.
Le générique de fin inclut la chanson du premier Police Story de Jackie Chan, en version remixée.

## Fiche technique
Sauf indication contraire, les informations mentionnées dans cette section peuvent être confirmées par la base de données cinématographiques IMDb,  présente dans la section « Liens externes ».
- Titre original : 機器之血
- Titre international : Bleeding Steel
- Titre francais : Sang d'acier
- Réalisation : Leo Zhang
- Scénario : Siwei Cui, Erica Xia-Hou et Leo Zhang
- Direction artistique : Max Huang
- Décors : Yikai Wang ; Simon Dobbin et Jan Edwards
- Costumes : Liwen Hsu
- Photographie : Tony Cheung et Jack Jian
- Montage : Kwong Chi-leung et Leo Zhang
- Musique : Fei Peng
- Production : Paul Currie et Aileen Li
- Sociétés de production : Heyi Pictures et Perfect Village Entertainment
- Société de distribution : United Entertainment Partners (Chine), AB Video (France)
- Pays d’origine :  Chine
- Langues originales : mandarin, anglais
- Format : couleur
- Genre : science-fiction cyberpunk
- Durée : 110 minutes
- Date de sortie :
  - Chine : 22 décembre 2017 (avant-première mondiale)
  - États-Unis : 6 juillet 2018
  - France : 21 août 2019 (en vidéo sous le titre Bleeding Steel)
- Déconseillé aux moins de 12 ans (certaines scènes risqueraient de troubler la sensibilité des spectateurs).

## Distribution
- Jackie Chan (VF : William Coryn) : Lin Dong
- Show Luo : Li Sen
- Ouyang Nana : Nancy
- Tess Haubrich : la femme en noir, alias Mlle Fidget Spinners
- Callan Mulvey : Andrew
- Erica Xia-hou : Xiao Su
- Damien Garvey (en) : Rick Rogers
- Kim Gyngell : Docteur James
- Bowie Lam : Docteur Wu
- Elena Askin : Xixi
- Gillian Jones : Witch
- Sammy The Dwarf : Dwarf
- Cosentino : Chamberlain
- Anna Cheney : Présentatrice télé
- Anthony Gavard : Scientifique
- Nathaniel Boyd : Scientifique
- Chris Bartlett : Clown
- Kaitlyn Boyé : Fille Junkie

## Production
En juin 2016, il est annoncé que Village Roadshow Pictures et Heyi Pictures produiraient et financeraient Bleeding Steel qui serait tourné par Leo Zhang d’après son propre script, avec Jackie Chan en tant qu’acteur. Le 27 juillet 2016, la distribution des rôles révèlent les noms Tess Haubrich, Callan Mulvey, Nana Ou-Yang, Erica Xia-Hou et Show Luo.
Le tournage débute le 20 juillet 2016 à Sydney en Australie,, ainsi qu’à Taipei et à Pékin en Chine.

## Exploitation
Bleeding Steel est sorti en avant-première mondiale le 22 décembre 2017 en Chine.